# La Nativitat de Maria d'Aldover
La Nativitat de Maria d'Aldover és una obra neoclàssica d'Aldover (Baix Ebre) protegida com a Bé Cultural d'Interès Local.

## Descripció
Edifici entre parets mitgeres d'una sola façana, a la que destaca una portalada de pedra, de composició neoclàssica, de gran austeritat, que consta d'un arc de mig punt sobre impostes, enquadrat per columnes d'estil toscà que sostenen entaulament i frontó, sobre el que hi ha un buit circular.
L'obra és de maçoneria ordinària, amb el parament de la façana arrebossat i capcer a dues vessants rematat per una creu. El campanar surt del flanc dret de la façana. És de planta quadrada i presenta un buit per costat, amb arcs de mig punt. Està rematat per una cornisa i una barana de terrat.